# Jean Matheron de Salignac
Pour les articles homonymes, voir Matheron.
Jean de Matheron, Seigneur de Salignac et Peynier est un magistrat, jurisconsulte et ambassadeur français originaire de Provence, né vers 1440 et mort en 1495 à Rome. Il est cité comme un des grands hommes d'État de son siècle,.

## Biographie
À l'époque de René d'Anjou, comte de Provence et Roi de Sicile, il est maître des requêtes (1468). Durant cette période le duc de Milan Galéas Marie Sforza le fait chevalier. Ensuite il devient Maître Rational et est envoyé en qualité d'ambassadeur à Rome où le pape Sixte IV le fait comte Palatin par une bulle du 8 février 1474. C'est un des compagnons les plus appréciés du Roi René qui l'appelle son "compère".
Après la mort du roi René en 1480, lors des disputes qui ont accompagné le rattachement de la Provence au domaine royal de France, Jean de Matheron se range au côté de René II de Lorraine contre Louis XI, ce qui a pour conséquence la saisie de ses biens. 
Par la suite il obtient faveur des successeurs de Louis XI; le Roi Charles VIII et la régente Anne de France qui le fait son chambellan et conseiller d'État. Sous Charles VIII, il devient juge et conservateur des monnaies en Provence en 1483 et grand président (en la cour des comptes aide et finances de Provence) en 1487. Le Roi en fait son chambellan en 1489.
Il est envoyé à plusieurs reprises en Italie en tant qu'ambassadeur. C'est en exerçant ce rôle d'ambassadeur qu'il meurt en février 1495 à Rome. Il est enterré dans cette ville avec les honneurs dans l’église de la Minerve.

### Famille
Il est le fils de Michel de Matheron, secrétaire rational et archivaire à la cour des comptes de Provence, fait seigneur de Peynier en 1463 par le Roi René.
Sa femme est Louise d'Ortigue, sœur de Jean d'Ortigue, évêque d'Apt.
Ils ont quatre enfants. 
Jean Matheron est le frère aîné de René de Matheron, filleul du Roi René, seigneur de Peynier, viguier d'Arles en 1495, premier consul d'Aix en 1498, 1504, 1512 et 1520.
Les armes de sa famille sont : "D'azur, à une voile en poupe d'argent, attachée à une antenne posée en fasce d'or, liée de gueules et accompagnée en pointe d'un rocher d'or sur une mer de pourpre.".

### Diptyque de Matheron

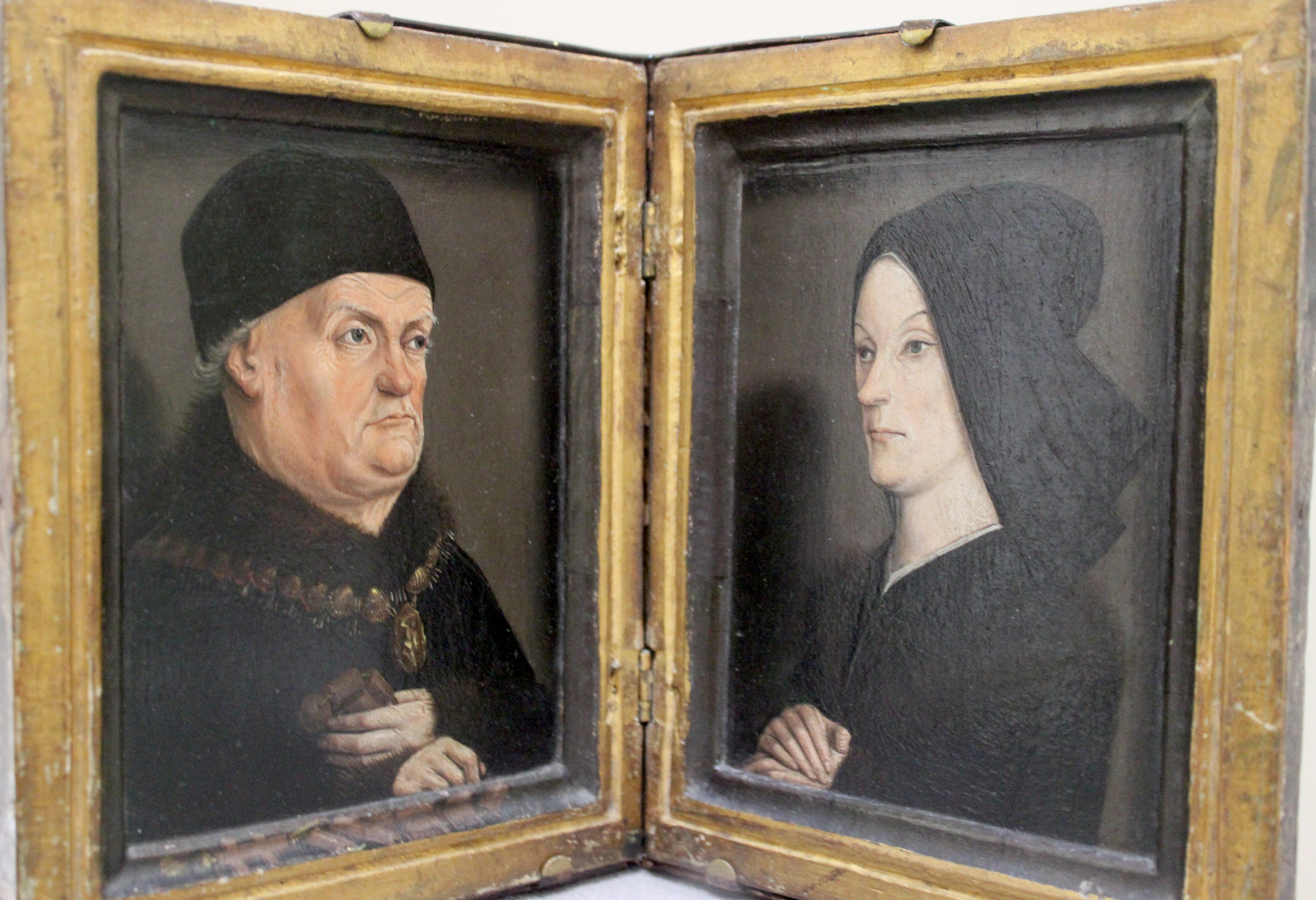
Diptyque des Matheron, musée du Louvre

Le Roi René lui fait don du "Diptyque des Matheron" peint par Nicolas Froment vers 1475. Cet objet, conservé par ses descendants jusqu'en 1872, est désormais la propriété de l'état et exposé au musée du Louvre. Il représente le roi René à gauche et son épouse à droite, au revers la devise de la famille Matheron "DITAT.SERVATA.FIDES".

### Buste de Francesco Laurana
Le sculpteur Francesco Laurana (v. 1430-1502) est l'auteur d'un "Buste de gentilhomme" en marbre, représentant probablement Jean de Matheron, seigneur de Salignac et de Peynier, vendu aux enchères chez Casa delle Arte Meeting à Vercelli en juin 2020. 

### Honneurs
- Son buste de profil fait pendant à celui de Palamède de Forbin sur le monument au Roi René situé à l'extrémité est du cours Mirabeau à Aix-en-Provence[4].
- La rue Matheron d'Aix-en-Provence porte le nom de sa famille[4].

## Sources et bibliographie
- Jean-Pierre Papon, Histoire generale de Provence, vol. 4, 1786 (lire en ligne)
- Casimir-François-Henri Barjavel, Dictionnaire historique, biographique et bibliographique du département de Vaucluse : Recherches pour servir à l'histoire scientifique, littéraire et artistique ainsi qu'à l'histoire religieuse, vol. 2, t. G-Z, 1841 (lire en ligne)
- Claude-François Achard, Histoire des hommes illustres de la Provence, t. Premier, 1787 (lire en ligne)
- Académie des sciences, agriculture, arts et belles-lettres d'Aix, Mémoires de l'Académie des sciences, agriculture, arts et belles-lettres d'Aix, vol. XII, 1882, lire en ligne sur Gallica